# Вальхалла (Каллисто)
Вальхалла (Валхалла, Valhalla) — крупная кольцевая деталь на севере Каллисто, внешнего Галилеевого спутника Юпитера. В центре Вальхаллы (14.7° с. ш., 56° з. д.) находится кратер диаметром 350 км, вокруг него располагаются гребни в виде концентрических колец радиусом до 1900 км. Вальхалла образовалась в результате столкновения Каллисто с крупным небесным телом.
На Каллисто обнаружены 7 подобных структур (с концентрическими кругами), в том числе образование Асгард диаметром 1600 км и ряд других меньшего размера.
Имеется несколько гипотез образования Вальхаллы; наиболее распространённая состоит в том, что ледяная поверхность Каллисто достаточно пластична, и концентрические кольца образовались как «круги от брошенного камня на воде».